# Casina
Casina est une commune italienne de la province de Reggio d'Émilie, dans la région Émilie-Romagne.

## Administration
| Période                                  | Période  | Identité         | Étiquette    | Qualité |
| ---------------------------------------- | -------- | ---------------- | ------------ | ------- |
| Depuis Mai 2006                          | En cours | Dr Carlo FORNILI | LISTA CIVICA | Sindaco |
| Les données manquantes sont à compléter. |          |                  |              |         |

### Hameaux
Banzola, Barazzone, Beleo, Bergogno, Bettola, Bocco, Boschi, Braglio, Brugna, Casaleo, Casetico, Castignola, Ciolla, Cortogno, Costaferrata, Crocicchio, Faieto, Giandeto Straduzzi, Il Monte, La Ripa, Leguigno Faggeto, Lezzolo, L'Incrostolo, Migliara-Boastra, Molino di Cortogno, Monchio l'Axella, Montale, Montata, Paullo Chiesa, Sordiglio, Strada-Fabbrica, Trazara, Villa Bonini.

### Communes limitrophes
Carpineti, Castelnovo ne' Monti, Canossa, Vezzano sul Crostolo, Viano.